# 円徳寺 (徳島市)
円徳寺（えんとくじ）は、徳島県徳島市西大工町にある浄土真宗本願寺派の寺院である。山号は紫雲山。院号は月光院。本尊は阿弥陀如来。

## 歴史
「阿波志」によれば、興正寺に隷すとある。
永正中期（1512年前後）に善祐斎が三河国碧海郡志貴荘に阿弥陀坊を安じ開設。大坊と号した。
後に兵火で廃されたが、善祐斎は播磨龍野に紫雲庵という小庵を結ぶ瑞雲公と協力して再び小庵を開いた。蜂須賀家の入部に従って阿波に入国。寺島に寺を開いた。文禄年中（1592年-1596年）に現在地に移し、円徳寺と改めた。

## 交通
- JR徳島駅より徒歩約10分。